# Untertauchen (Aufenthalt)
Das Untertauchen beschreibt einen Vorgang, bei dem sich eine Person an einen unbekannten Ort begibt und sich so jemandes Zugriff entzieht. Die Bezeichnung für diesen Vorgang entstammt der Umgangssprache und wurde beim Aufenthaltsrecht inzwischen auch in die Rechtssprache übernommen. Untertauchen ist in den modernen Rechtsordnungen keine Straftat, allerdings führt das Verweigern von Kooperationspflichten mit staatlichen Stellen zu zahlreichen rechtlichen Konsequenzen. 

## Vermeidung staatlichen Zugriffs
In Deutschland waren am 31. Dezember 2017 im polizeilichen Informationssystem INPOL-Zentral insgesamt 297.820 Fahndungsausschreibungen zur Festnahme erfasst. Bei 126.327 handelte es sich um Ausländer, die Deutschland hätten verlassen müssen (Fahndung zur Festnahme mit dem Ziel der Abschiebung, Ausweisung oder Zurückschiebung), wobei vermutet wird, dass ein Teil dieser Menschen bereits ausgereist war, ohne dass ihre Ausreise registriert wurde. Die übrigen Fahndungsfälle betrafen laut BKA vor allem Straftäter und entwichene Strafgefangene oder dienten der Strafvollstreckung oder der Gefahrenabwehr.
Teilweise werden Menschen, die sich dem staatlichen Zugriff entziehen, durch Schleierfahndung ausfindig gemacht.
Aufenthaltsrecht
Im deutschen Ausländerrecht wird unter dem Untertauchen eine Situation verstanden, bei der ein Ausländer für die staatlichen Behörden nicht auffindbar ist und auch nicht gefunden werden will. Hintergrund ist zumeist ein fehlendes Aufenthaltsrecht und die Vollziehbarkeit der Ausreisepflicht, der der Betroffene nicht nachkommt. Will die Ausländerbehörde ihn abschieben, trifft sie ihn aber unter seiner Meldeadresse nicht an oder ist ihr ein Aufenthaltsort nicht bekannt, so gilt der Ausländer als untergetaucht, eben als unauffindbar. Der Begriff ist im geschriebenen Bundesrecht bislang selten und wird erstmals im Jahre 2016 in § 33 Abs. 2 Satz 1 Nr. 2 AsylG offiziell verwendet. 
In Österreich wird in Politik und Verwaltung von Untertauchen gesprochen, wenn ein Asylwerber sich beispielsweise einer drohenden Abschiebung entzieht. Österreichische Medien sprachen im September 2017 von einer Gesamtzahl von 11.447 Asylwerbern, die zwischen Januar 2016 und August 2017 untertauchten, zur Festnahme ausgeschrieben wurden und noch nicht aufgefunden worden waren. Diese Zahl umfasst sowohl Asylwerber, die sich unentdeckt in Österreich aufhalten, als auch Asylwerber, die unkontrolliert ausgereist sind.
In der Schweizer Asylstatistik werden Personen, die nach Erhalt einer Wegweisungsverfügung untergetaucht sind, sodass ihr Aufenthaltsort den Behörden unbekannt ist, als Personen mit „unkontrollierten Abreisen“ geführt. Entsprechend ist die Untertauchensgefahr ein selbständiger Haftgrund für eine Ausschaffungshaft. Nach einer Studie des Staatssekretariats für Migration vom April 2016 leben rund 15.000 untergetauchte Asylbewerber in der Schweiz. Sie bilden einen Teil der Sans-Papiers.
Strafrecht
Zunehmend wird auch in deutschen strafgerichtlichen Entscheidungen vom Untertauchen einer Person gesprochen, wenn sie unbekannten Aufenthaltes ist und sich somit der Strafverfolgung entziehen will. Die Strafprozessordnung kennt den Begriff bislang jedoch nicht; hier wird der Vorgang mit flüchtig oder sich verborgen haltender Person (§ 112 Abs. 2 Nr. 1 StPO) umschrieben.
Kindschaftsrecht
Vielfach wird das Untertauchen eines Elternteils im Zusammenhang mit Sorgerechtsregelungen in Deutschland und in der Schweiz bzw. Obsorgeentscheidungen in Österreich in Gerichtsentscheidungen beschrieben.
Entzieht sich in Deutschland ein Kind oder Jugendlicher selbst dem tatsächlichen Einfluss des oder der Sorgeberechtigten, ist dies straffrei. Sehr wohl strafbar ist hingegen die Entziehung Minderjähriger – und sei es durch Unterlassen, zum Beispiel durch Verschweigen des Aufenthaltsorts des Minderjährigen durch einen Auskunfts- und somit Garantenpflichtigen. Im Falle eines Kindes oder bei besonderer Gefährdung eines jugendlichen Ausreißers nimmt die Polizei die Suche auf. Nur in seltenen Fällen, in denen das Wohl des Kindes sehr gefährdet ist und es für die Entwicklung des Kindes sinnvoll ist, kommt es zu einer geschlossenen Unterbringung. Siehe auch: Trebegänger.

## Flucht vor nichtstaatlicher Gewalt und aus anderen Gründen
In Medien ist auch von Untertauchen die Rede, wenn Menschen in ein Frauenhaus/Männerhaus fliehen oder im Rahmen eines Opferschutzprogramms Schutz vor dem Partner oder der Familie oder anderen Personen suchen. Dies kommt beispielsweise in Fällen häuslicher Gewalt oder bei drohender Zwangsverheiratung vor. Bei dieser Form des Untertauchens geht es nicht um eine Entziehung vor staatlicher Verfolgung – Polizei und sonstige Behörden ermöglichen das Untertauchen gerade –, sondern um die Geheimhaltung des Aufenthaltsortes vor gewaltbereiten Personen zum Eigenschutz.
Darüber hinaus gibt es eine Vielzahl von Gründen, warum Menschen ihren Aufenthalt verbergen und nicht gefunden werden wollen. Dazu zählen unter anderem Schulden  sowie die Flucht vor einer Sekte, einer kriminellen Vereinigung oder international agierenden staatlichen Diensten.

## Geschichte

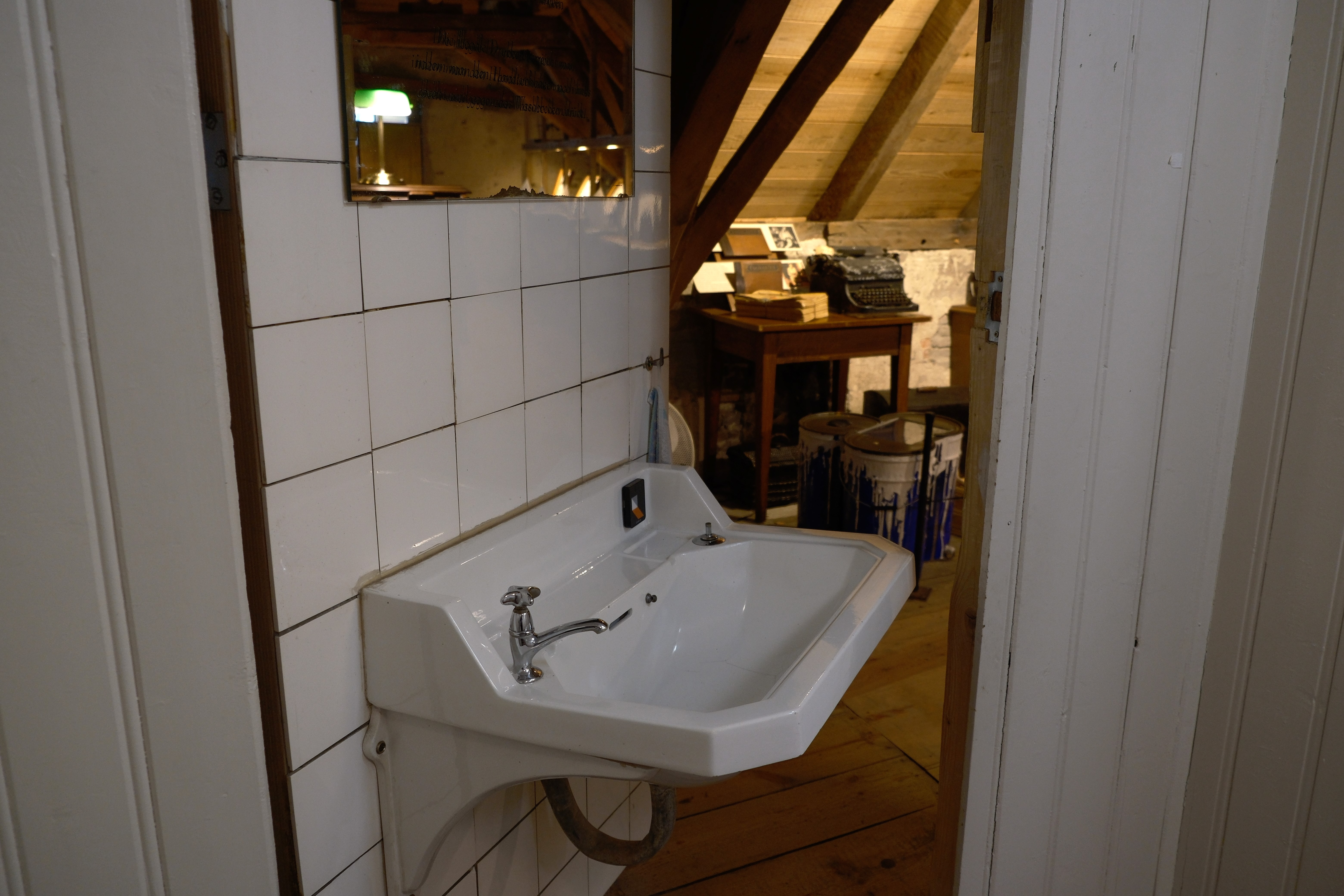
Im Nationaal Onderduikmuseum, Aalten. Die Geheimtür führt zu einem Ausstellungsraum, der im Zweiten Weltkrieg tatsächlich Untergetauchten gedient hat.

Historisch ist der Begriff in Deutschland und seinen Nachbarstaaten sowohl in Bezug auf das Untertauchen jüdischer Bewohner und anderer Verfolgter während der Zeit des Nationalsozialismus als auch auf das Verbergen führender Vertreter des NS-Regimes vor der Verfolgung nach der Zeit des Nationalsozialismus von Bedeutung. Während der Zeit des Nationalsozialismus und kurz danach war der Begriff in der offiziellen Rechtssprache jedoch unbekannt; das Reichsgericht verwendete ihn in seinen Entscheidungen nicht.

## Museum
- Nationaal Onderduikmuseum in Aalten, Niederlande